# Stanley Motor Carriage Company
La Stanley Motor Carriage Company è stata una casa automobilistica statunitense produttrice di automobili a vapore attiva tra il 1902 ed il 1924. I veicoli costruiti dalla compagnia erano genericamente conosciuti come Stanley Steamers, sebbene ne siano stati commercializzati differenti modelli.
Una Stanley Steamer fu la prima automobile ufficiale del Presidente degli Stati Uniti d'America, e fu scelta durante il mandato di Theodore Roosevelt

## I primi anni e la genesi delle vetture Stanley

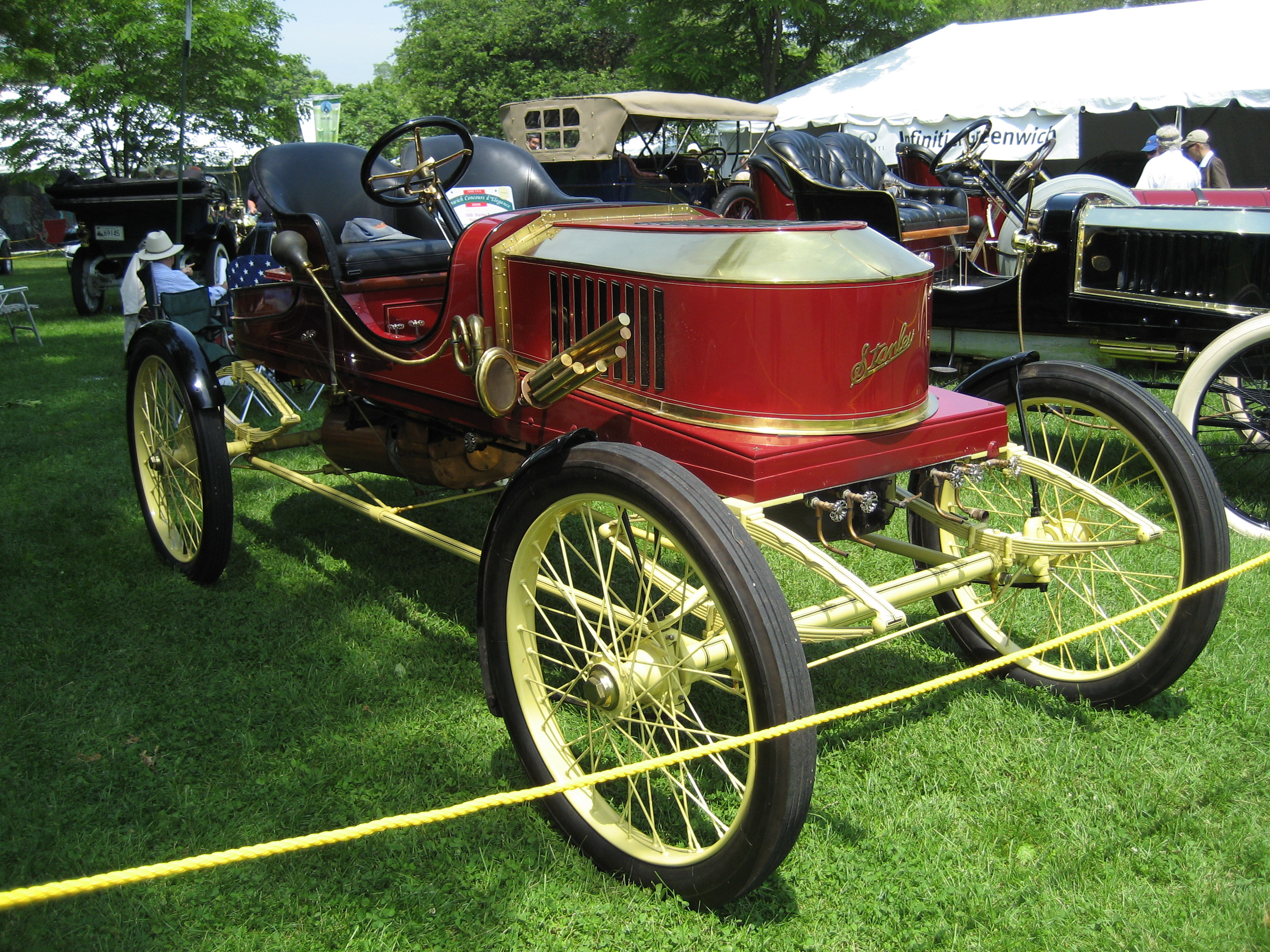
Una Stanley K Raceabout del 1908

I fratelli gemelli Francis Edgar Stanley (1849–1918) e Freelan Oscar Stanley (1849–1940) fondarono la prima Casa automobilistica che portava il loro nome (la Stanley Steamer Company) dopo aver venduto la precedente attività di produzione di lastre fotografiche alla Eastman Kodak. Fabbricarono la loro prima automobile nel 1897. Tra il 1898 ed il 1899 costruirono e vendettero più di 200 esemplari di automobili, più di molti costruttori di vetture statunitensi dell'epoca. Di questa prima produzione vendettero i diritti alla Locomobile, e nel 1902 fondarono la Stanley Motor Carriage Company.

## Le specifiche e la progettazione dei modelli

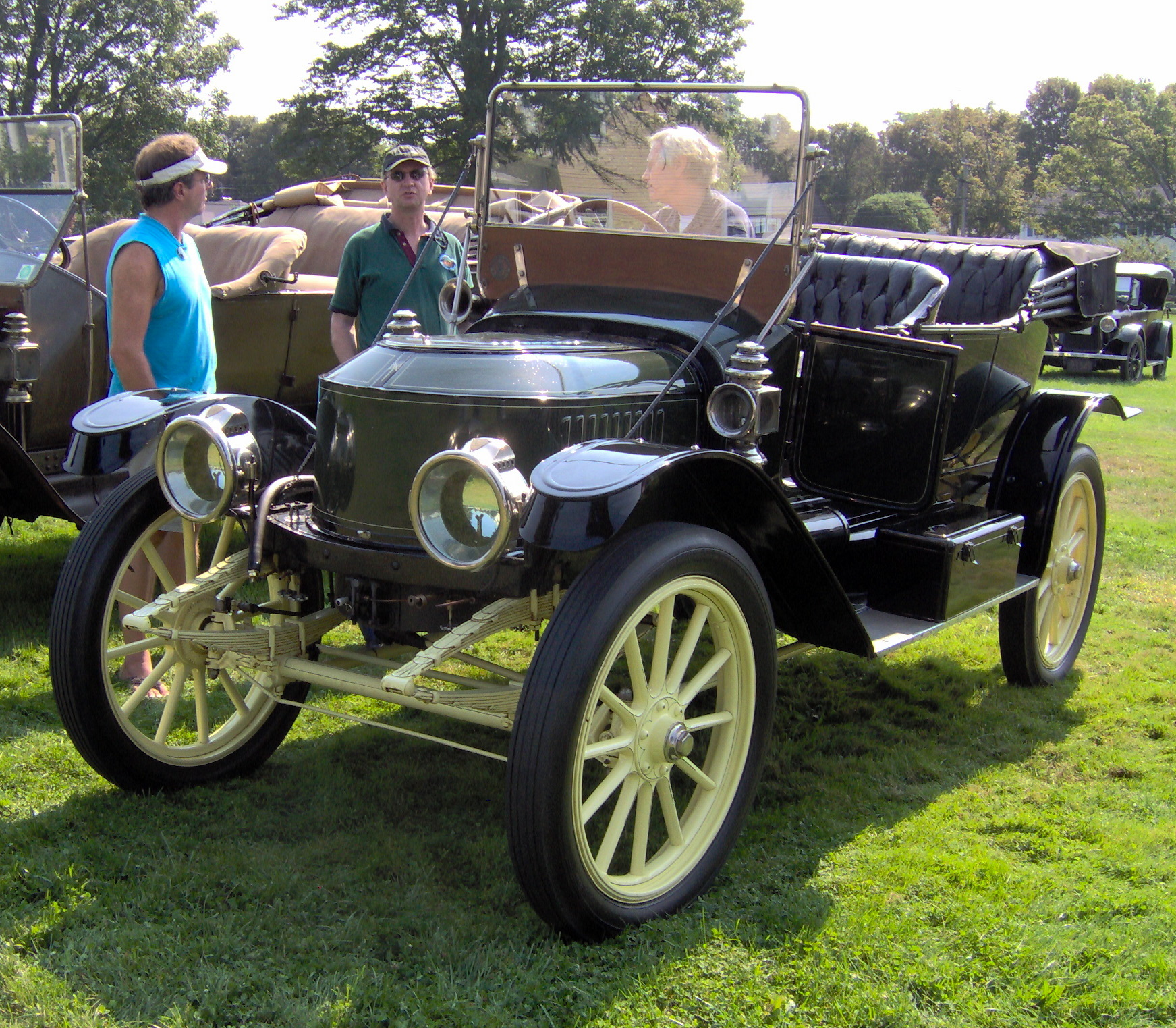
Una Stanley con trazione a vapore nel 1912

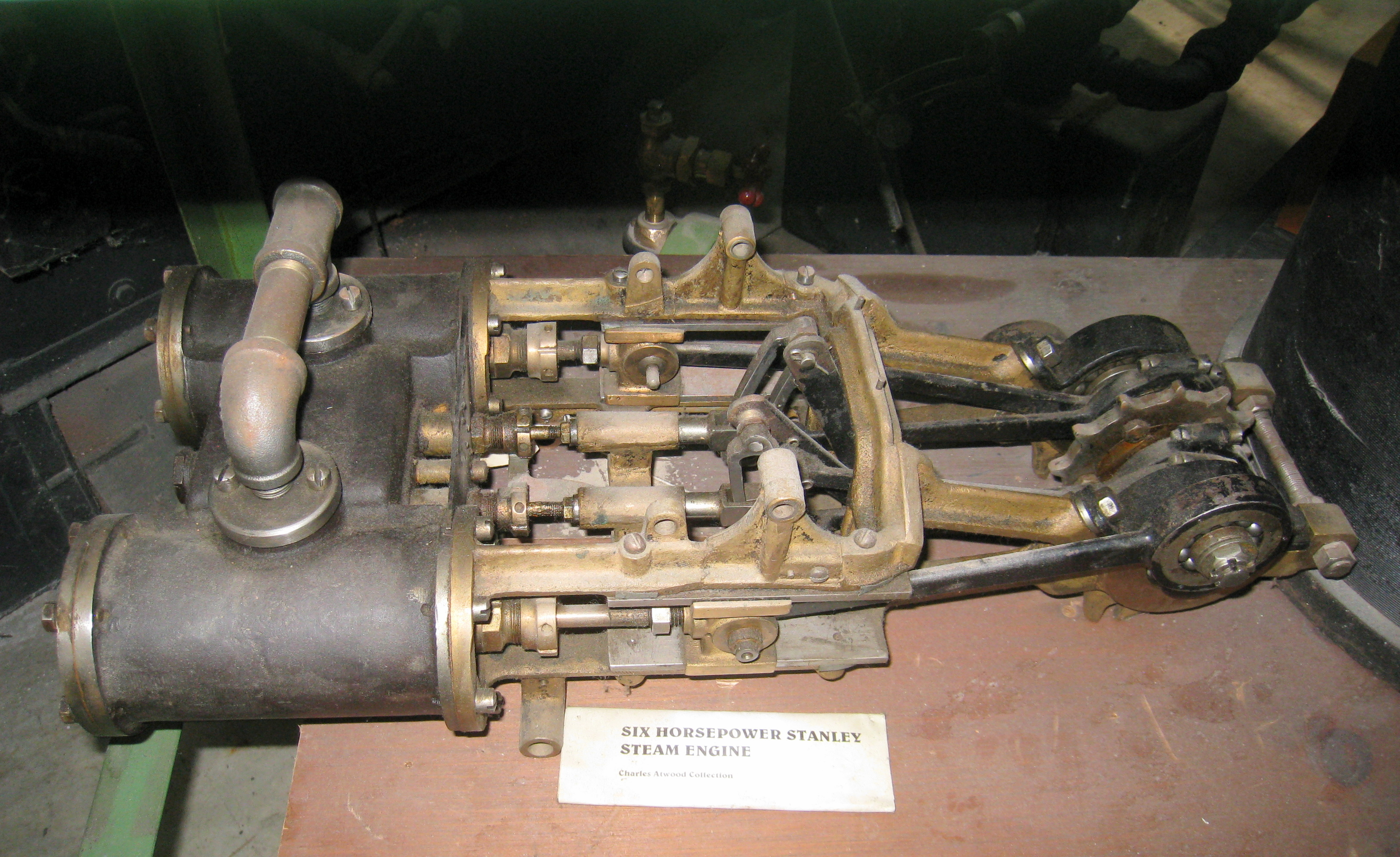
Un motore a vapore da 6 hp costruito dalla Stanley

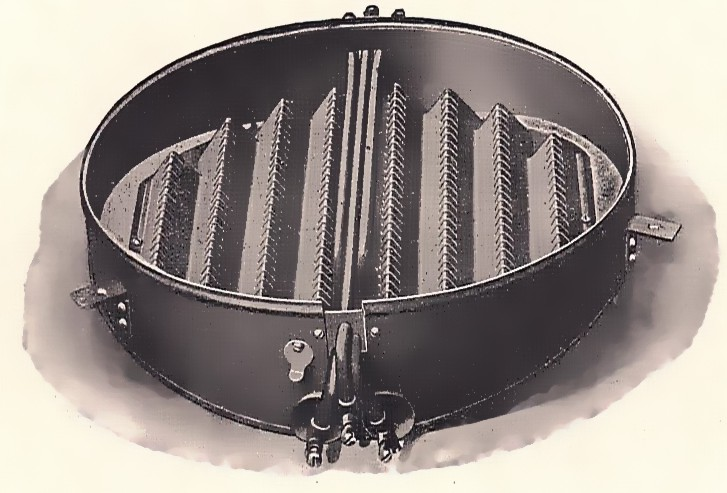
Un bruciatore a benzina per una caldaia a vapore di un'automobile Stanley

### Le prime autovetture fabbricate dai fratelli Stanley
Le prime automobili Stanley possedevano dei leggeri corpi vettura in legno installati su un telaio con molle a balestra.
Il vapore del propulsore era generato da una caldaia a tubi verticali che funzionava con benzina vaporizzata (più tardi cherosene) che bruciava nella parte inferiore della stessa. L'intero apparato era montato sotto i sedili, ed era rinforzato da una serie di strati aggrovigliati di corde di pianoforte che avvolgevano il sistema rinforzandolo, senza però appesantire eccessivamente la struttura esterna. Nei primi modelli i tubi verticali della caldaia erano fabbricati in rame ed erano inseriti in fori praticati su lamiere bucate montate nella parte inferiore e superiore della caldaia stessa.
Nei modelli successivi, l'installazione di un condensatore causò l'imbrattamento da parte di olio lubrificante nei giunti di dilatazione, ed al suo posto furono usati tubi verticali in acciaio saldati. Le caldaie erano più sicure di quanto ci si potesse aspettare, infatti erano installate valvole di sicurezza, e se queste avevano un malfunzionamento, una pericolosa sovrapressione avrebbe potuto rompere uno dei giunti di dilatazione molto prima che la caldaia fosse in pericolo di esplodere, e la perdita risultante andava ad alleggerire la pressione della caldaia a vapore stessa ed a spegnere il bruciatore con pochi rischi per gli occupanti dell'auto. Non sono mai stati documentati casi di caldaie Stanley che fossero esplose durante l'uso.
Il motore aveva una coppia di cilindri a doppia azione posizionati affiancati, equipaggiati con valvole a fodero del tipo ad espansione. La trazione era trasmessa dall'albero a gomiti al differenziale montato nel retrotreno attraverso una catena.

### La vendita della prima attività alla Locomobile
Una delle Case automobilistiche concorrenti dei fratelli Stanley era la Locomobile, i cui motori a vapore erano spesso modificati dai proprietari, che addizionavano accessori, come ad esempio un impianto di lubrificazione migliorato, condensatori aggiuntivi, e dispositivi che semplificavano la laboriosa procedura di avviamento, eccetera.
Ad un certo punto, i fratelli Stanley, per superare le difficoltà della registrazione dei brevetti che erano collegati al design delle vetture, vendettero i diritti della loro prima attività produttiva alla Locomobile.

### I modelli Stanley Motor
Con la vendita dei diritti, svilupparono un nuovo modello di automobile, con un motore a due cilindri, che erano connessi direttamente all'asse posteriore.
I modelli successivi avevano una carrozzeria in alluminio, ma mantennero diverse caratteristiche delle vetture precedenti, come ad esempio un telaio tubolare non sospeso.
Quando più tardi il generatore di vapore fu spostato nell'avantreno del veicolo, la nuova forma della parte anteriore della vettura fu soprannominata coffin nose, cioè “naso a bara”. Per migliorare la gamma delle vetture offerte fu usato un nuovo condensatore a partire dal 1915. Nel 1917 la produzione di automobili crebbe a 500 esemplari.

## I record di velocità
La Stanley Rocket nel 1906 registrò il record del mondo per il più veloce tempo realizzato per raggiungere la distanza di un miglio partendo da fermo (28,2 secondi) conquistando anche il record di velocità terrestre superando, per la prima volta, i 200 km/h. Questo record non fu più superato da un'automobile fino al 1911, sebbene fu battuto da Glenn Curtiss nel 1907 con una motocicletta che montava un motore V8 e che raggiunse la velocità di 219 km/h. Il primato per automobili con motore a vapore non fu più superato che nel 2009
Le vetture a vapore Stanley furono spesso soprannominate The Flying Teapot, cioè “la teiera volante”.

## La crisi delle automobili a vapore
Durante la seconda metà degli anni dieci del XX secolo l'efficienza del carburante dei motori a combustione interna si incrementò notevolmente, e l'uso del motorino di avviamento elettrico al posto della manovella, che era notoriamente pericolosa per chi la utilizzava, contribuirono al progresso delle automobili a benzina (che erano anche più economiche). La Stanley Motor produsse una serie di campagne pubblicitarie che cercavano di allontanare l'interesse dei potenziali acquirenti dalle vetture con motore a combustione interna, ma con poco effetto. Uno slogan per queste campagne era Power – Correctly Generated, Correctly Controlled, Correctly Applied to the Rear Axle, vale a dire “Potenza – Correttamente generata, correttamente controllata, correttamente applicata all'asse posteriore”. Queste campagne erano i primi esempi della strategia di marketing denominata fear, uncertainty and doubt, anche se non erano sufficientemente convincenti per il pubblico dei benefici delle vetture a vapore Stanley rispetto alle automobili con motore a combustione interna. Le prime infatti potevano potenzialmente esplodere.

## La vendita e la chiusura
Nel 1917, i fratelli Stanley vendettero i loro interessi a Prescott Warren. La compagnia poi passò un periodo di declino e di stagnazione tecnologica. Come le specifiche di produzione mostrano, nessun modello con una potenza erogata superiore a 20 CV fu fabbricato dopo il 1918. Più tardi furono disponibili auto migliori ad un costo minore; per esempio, una Stanley del 1924 modello 740D berlina aveva un prezzo di 3.950 dollari (50.748 dollari di oggi), che era comunque molto più alto dei 500 dollari di una Ford Model T. Un uso diffuso di motorini di avviamento elettrici per automobili con motore a combustione interna eliminò il più grande vantaggio tecnologico rimanente delle automobili a vapore.
L'efficienza della produzione in serie, la perdita dell'efficacia del messaggio pubblicitario, il desiderio generale del pubblico di avere vetture con velocità maggiori ed un sistema di avviamento meno complicato rispetto a quelli possibili con la tecnologia Stanley, furono la causa primaria della scomparsa della compagnia, che chiuse definitivamente nel 1924.

## Galleria d'immagini

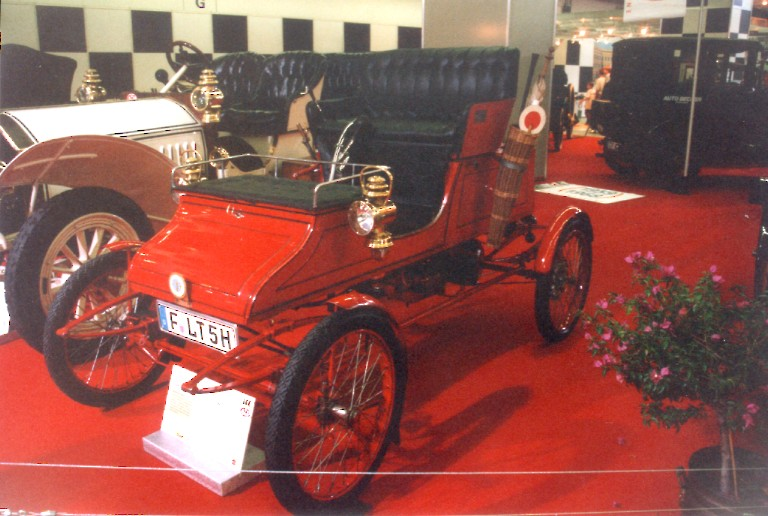
Una Stanley a vapore prodotta dal 1900 al 1906
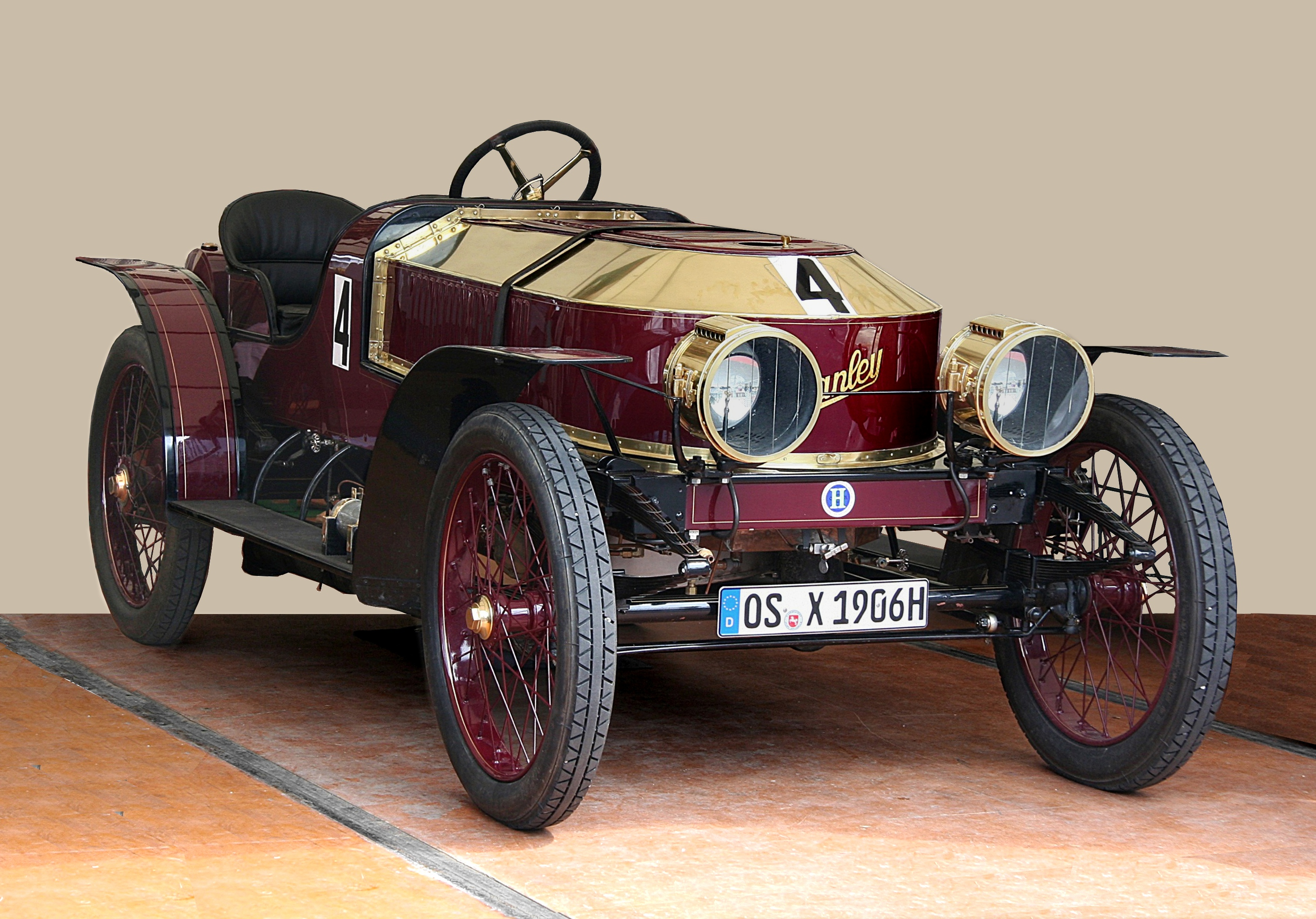
Stanley Gentleman’s Speedy Runabout, 1906
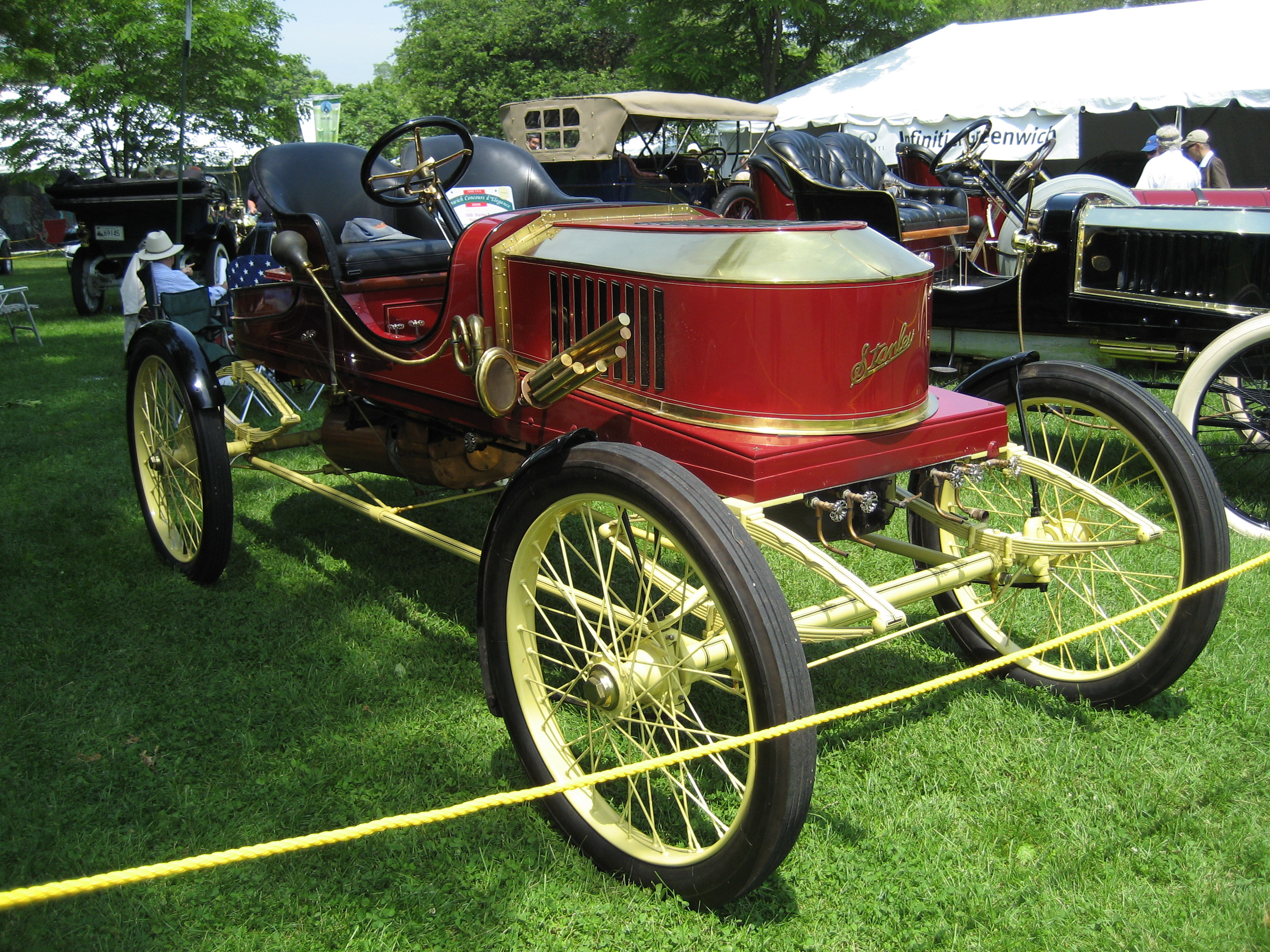
Una Stanley K. Raceabout del 1908
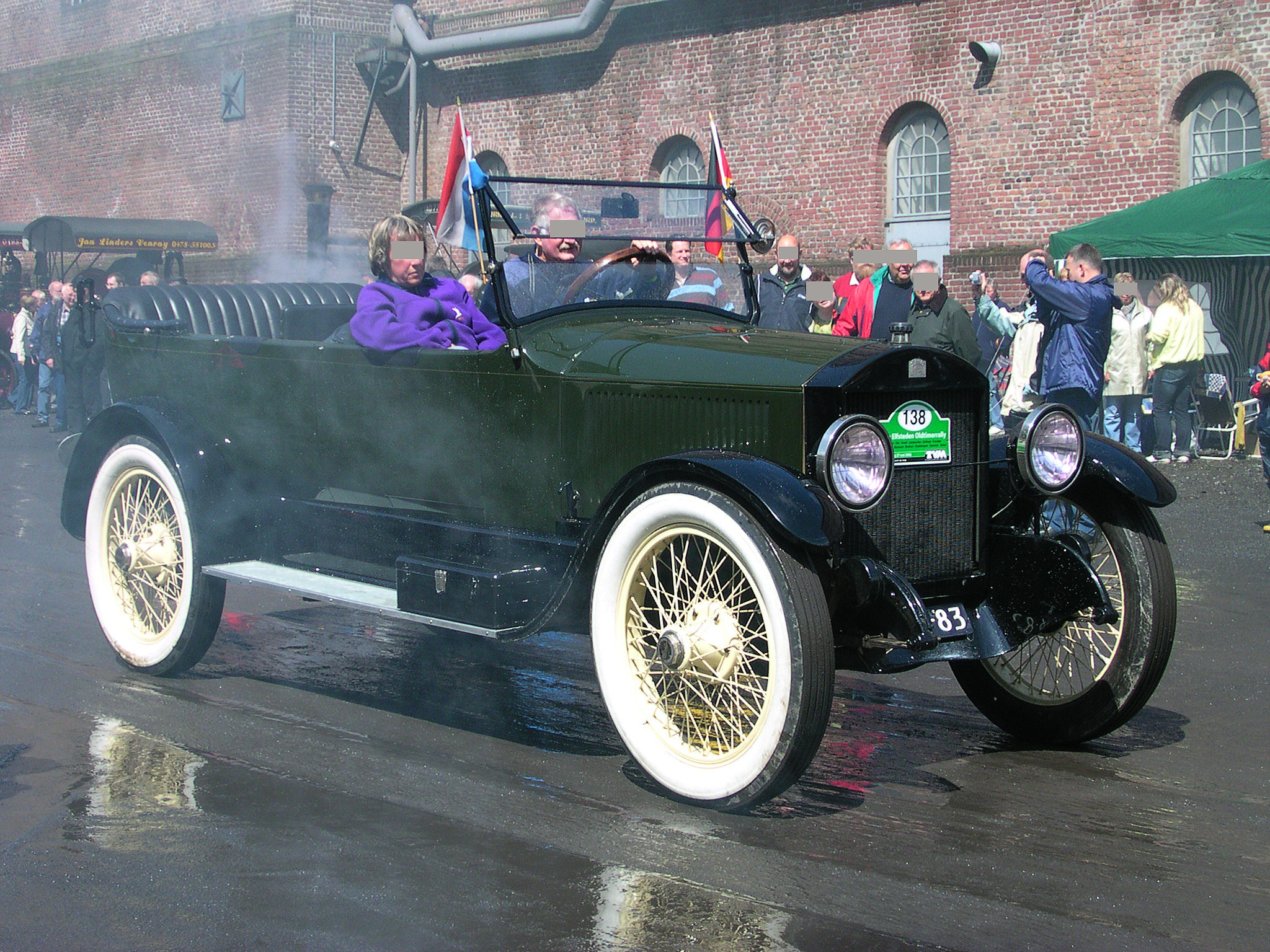
Una Stanley 735B del 1921
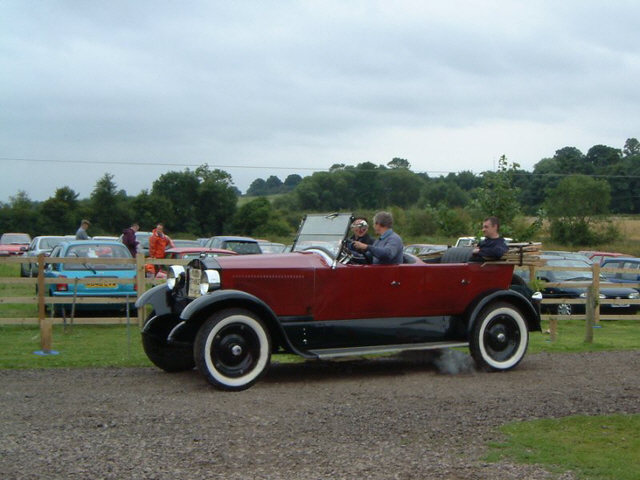
Stanley a vapore del 1923
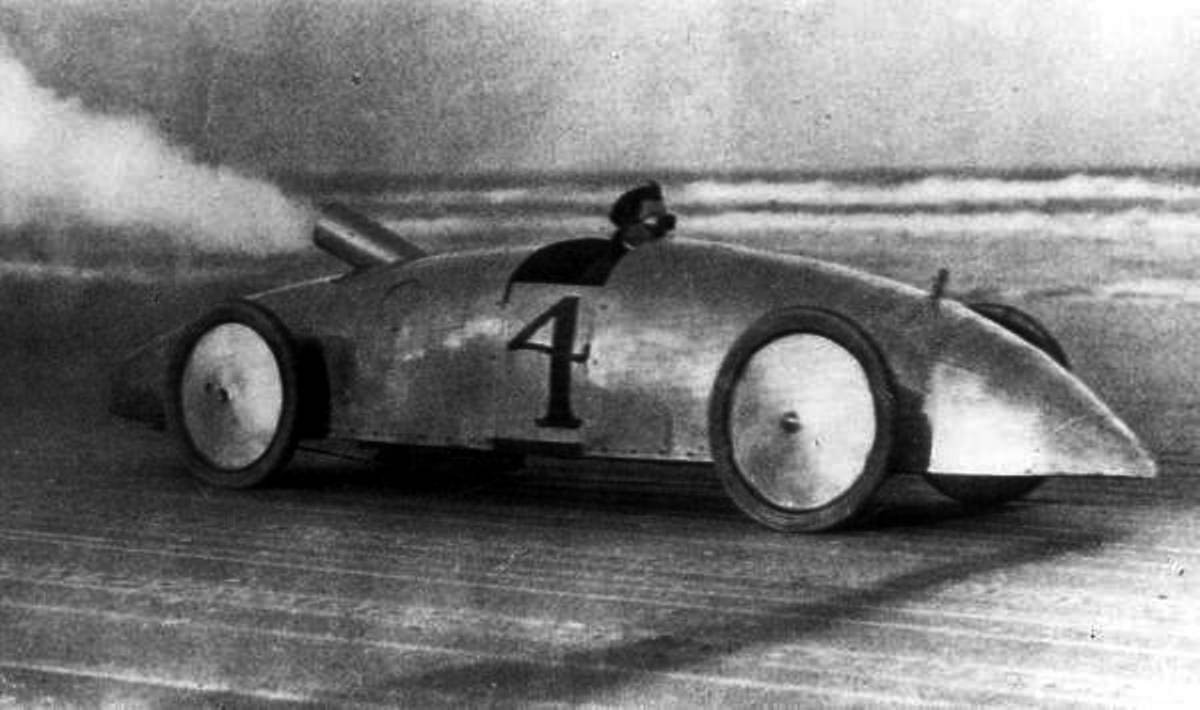
La Stanley a vapore che nel 1903 che registrò il record mondiale del miglio da fermo alla Daytona Beach Road Course
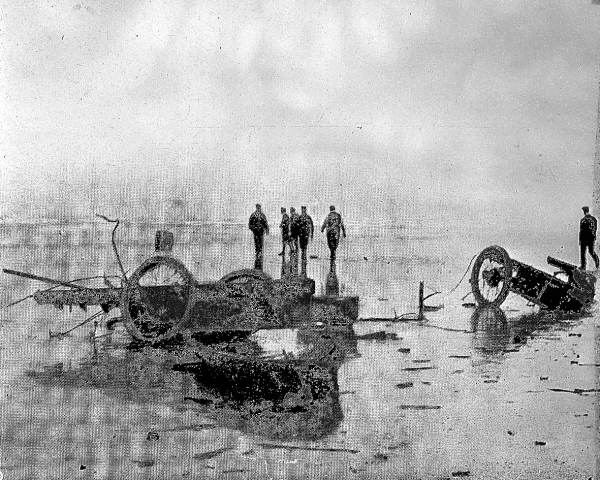
La Stanley a vapore "Rocket" demolita nel 1907
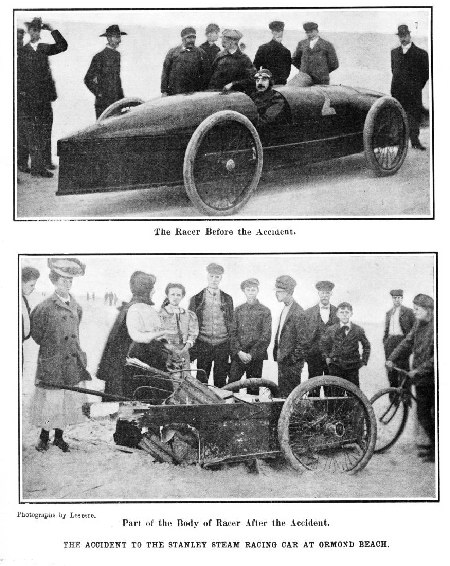
La Stanley a vapore che registrò il record del mondo di velocità nel 1906, distrutta nel 1907
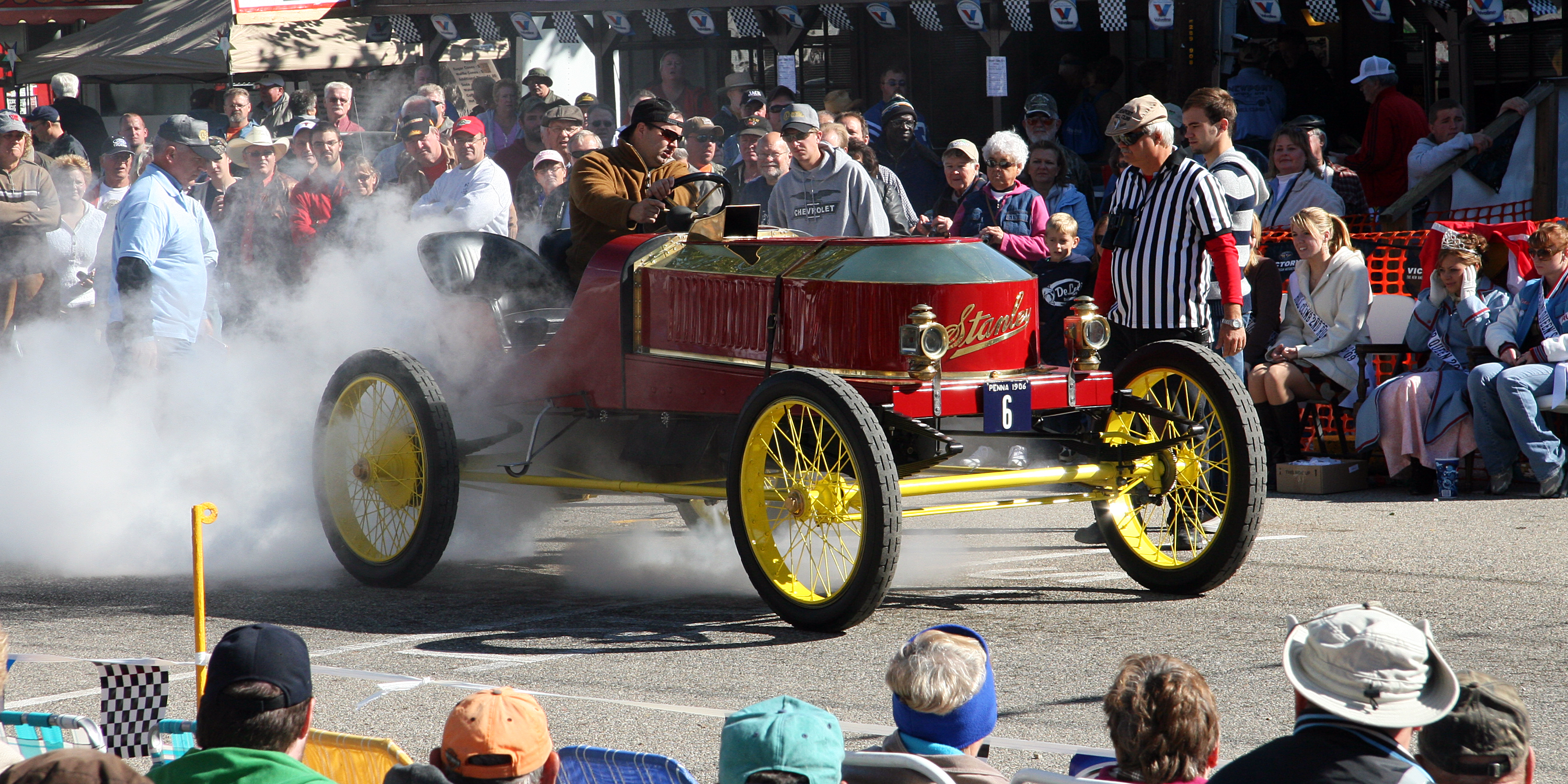
Una Stanley a vapore del 1908 che si preparava alla gara Newport Antique Auto Hill Climb a Newport, in Indiana
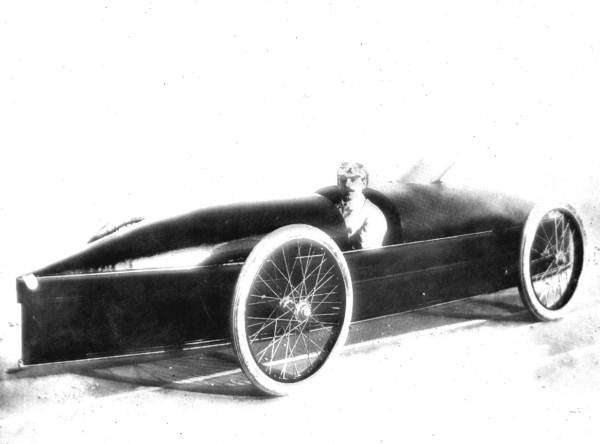
La Stanley Rocket